# Пустоши (фильм)
«Пустоши», другой вариант перевода «Опустошённые земли» (англ. Badlands, то есть «Бэдлендс») — кинодебют американского режиссёра Терренса Малика, вышедший на экраны в 1973 году. Через 20 лет был внесён в Национальный реестр выдающихся фильмов. Основой для фильма послужила реальная история Чарльза Старкуэзера и Кэрил Фьюгейт, совершивших в 1958 году серию убийств в Небраске и прилегающих штатах.

## Сюжет
В конце 1950-х годов молодой парень по имени Кит, пытающийся подражать Джеймсу Дину, но работающий в провинциальной глуши мусорщиком, знакомится с Холли, 15-летней дочерью художника рекламных плакатов. Когда молодые люди начинают встречаться, отец девушки не одобряет выбор Холли и запрещает им видеться. Кит и Холли продолжают встречаться, в наказание отец Холли убивает её собаку. После этого Кит заявляется в дом Холли и убивает её отца.
Влюблённые поджигают дом Холли с трупом отца внутри и подаются в бега в бесплодные пустынные земли американских равнин. В бегах они совершают убийство за убийством, не особо задумываясь о последствиях. Молва о них распространяется по стране и делает заурядных, в сущности, молодых людей знаменитостями национального масштаба. Когда им надоедает кружить по однообразному унылому пейзажу, они решают добраться до гор, но полиция не упускает их из виду. Понимая обречённость дальнейшего сопротивления, Холли отказывается следовать за Китом дальше и сдаётся властям. Кит ещё какое-то время продолжает бегство, но затем тоже сдаётся. Кит оказывается знаменитостью даже среди полицейских, ему жмут руку, он раздаёт сувениры на память.
Киту и Холли дают возможность в последний раз объясниться друг с другом на аэродроме. В финале фильма Холли рассказывает о дальнейшей судьбе героев: она получит условный срок, выйдет замуж за сына своего адвоката и станет примерной американской домохозяйкой, а Кит спустя полгода будет казнён на электрическом стуле.

## В ролях
- Мартин Шин — Кит
- Сисси Спэйсек — Холли
- Уоррен Оутс — отец Холли
- Рамон Биери — Кейто
- Джон Картер — богач
- Алан Винт — заместитель шерифа
- Гари Литтлджон — шериф
- Терренс Малик — гость богача[3]

Двух мальчиков, сидящих на бордюре под фонарным столбом, которых Холли кратко наблюдает из окна дома, сыграли дети Мартина Шина — Карлос и Эмилио.

## Производство и релиз
В Америке начала 1970-х фильмы о влюблённых, подавшихся в бега, выходили на экран во множестве. В титрах Малик выражает благодарность Артуру Пенну, автору «Бонни и Клайда» (1967), фильма, который породил моду на такие «дорожные ленты» Нового Голливуда. Сюжет картины вырос из заготовок на тему «Бонни и Клайда», которые Малик держал под рукой, чтобы предъявить продюсерам, которые финансировали съёмки. Но отправной точкой для фильма послужила реальная история Чарльза Старкуэзера и Кэрил Фьюгейт, совершивших в 1958 году серию убийств в Небраске и прилегающих штатах.
Съёмки проходили в штате Колорадо летом 1972 года и обошлись всего в $300 тысяч. Профессионалов раздражало, что начинающий режиссёр вынуждал их бегать с оборудованием «за золотыми закатами» то в одну сторону, то в другую. В съёмочной группе царила текучка. Поскольку один из актёров так и не приехал, эпизодическую роль торговца, случайно заглянувшего в занятый преступниками особняк, пришлось исполнить самому Малику. За время съёмок сменились три оператора (Так Фудзимото, Брайан Пробин и Стивен Ларнер), несколько команд звукорежиссёров и специалистов по монтажу. Но художник-постановщик Джек Фиск и монтажёр Билли Уэбер остались с Маликом до конца и с тех пор принимали участие в работе над всеми его фильмами.
Режиссёр просил Фиска не педалировать ощущение, что действие происходит в пятидесятые годы. По его словам, «ностальгия — мощное чувство, способное перебить все прочие, мне же хотелось, чтобы история развёртывалась вне времени, словно какая-то сказка». Между Фиском и Спейсек на съёмочной площадке завязался роман, и вскоре после премьеры они поженились.
Премьера «Пустошей» состоялась в 1973 году на кинофестивале в Нью-Йорке. Публика и критики отнеслись к фильму благожелательно, но без особого энтузиазма. Рецензенты сходились на том, что избитый сюжет в этом фильме далеко не главное. Помимо несомненного таланта начинающего режиссёра, во многих отзывах отмечалась безупречная актёрская работа Сисси Спэйсек и Мартина Шина. В следующем году лента получила два приза кинофестиваля в Сан-Себастьяне: «Золотая раковина» (Терренс Малик) и приз лучшему актёру (Мартин Шин). Ещё через год Сисси Спэйсек была номинирована на премию BAFTA самому многообещающему новичку в главной роли.

## Жанровая специфика
В плане сюжета «Пустоши» примыкают к традиции «фильмов о странствиях», восходящей к «Бонни и Клайду». Подобно главному герою фильма «Бонни и Клайду», Кит, не имея возможности реализовать себя более осмысленным образом, упивается выпавшей на его долю сомнительной славой и всячески красуется перед неопытной девушкой. Вместе с тем безлюдные пейзажи «Пустошей» выявляют экзистенциальное одиночество героев, их внутреннюю пустоту; цепочка их импульсивных преступлений не подёрнута флёром гламура и, в сущности, лишена смысла.

Истосковавшаяся по вниманию Холли не может оттолкнуть парня, когда он увлекает её в преступный загул по нескольким штатам. Их преступления порождены не столько яростью, сколько апатией, зашедшей слишком далеко. Убийство для Кита не раж и не исступление, а жалкая попытка извлечь хоть что-то новое из невзрачных декораций своей жизни.

## Художественные особенности
Ранние комментаторы пытались встроить Малика в традицию европейского артхауса, видя в нём последователя Годара и особенно Антониони: психологическая мотивация сведена к минимуму; вещи и букашки живут своей жизнью, не обращая внимания на людей, разделённых огромными пустыми пространствами; безлюдные улицы в начале «Пустошей» перекликаются с опустелыми площадями в финале «Затмения». 

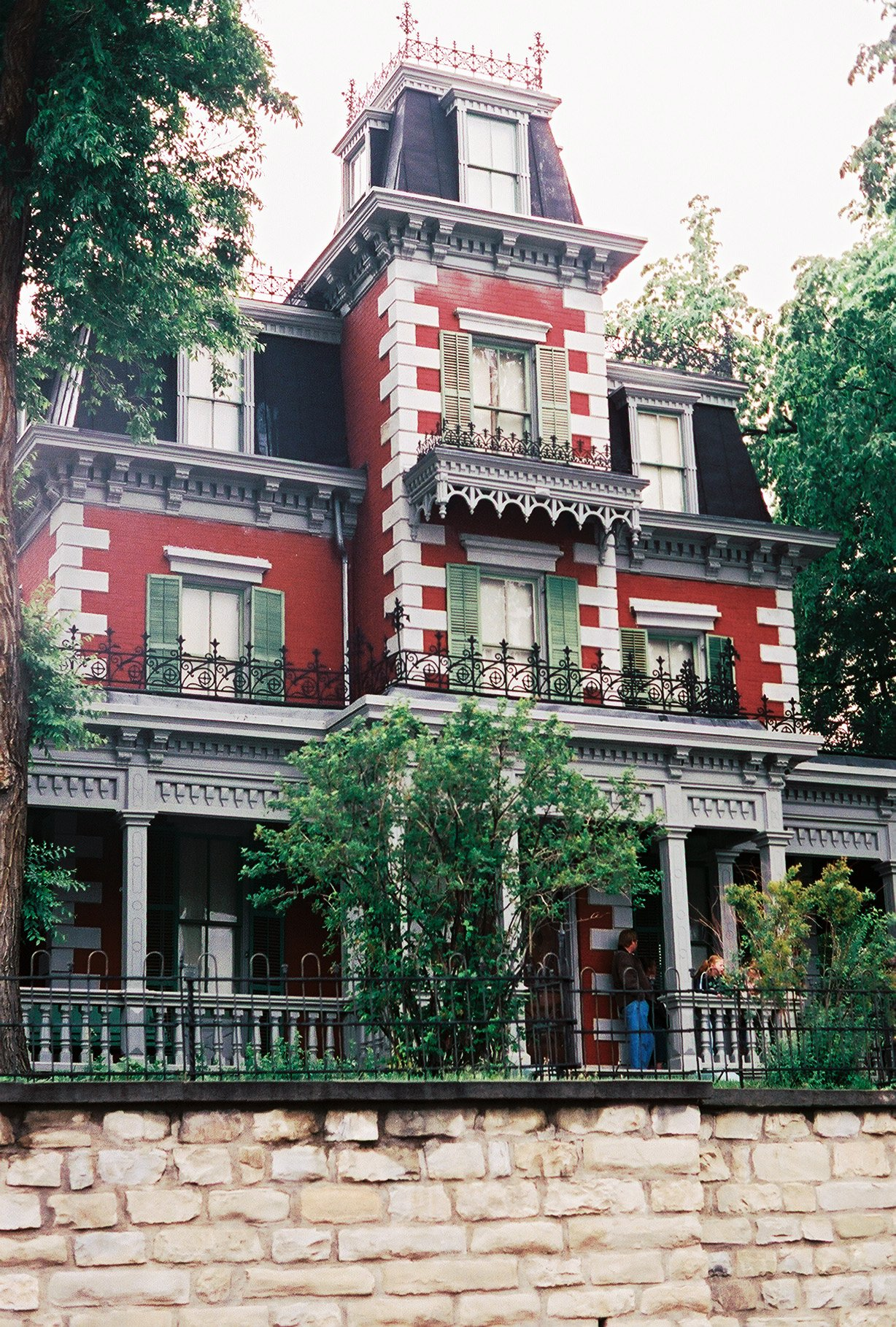
Дом богача — сказочное вкрапление в ткань фильма. Это реальный памятник архитектуры в городе Тринидад, штат Колорадо.

С точки зрения А. Салтаника, провинциальная Америка представлена на экране как буколическая идиллия с чистыми, залитыми светом улицами; над городом Кита и Холли разлит такой же покой, как на полотнах Хоппера. Сам Малик говорит про призрачный налёт сказочности, которым подёрнуты преступные деяния влюблённых. По словам Малика, его героям «кажется, что они в сказке».
При работе над фильмом режиссёру приходили на ум Джим Хокинс, Том Сойер, Нэнси Дру, братья Харди — невинные подростки в гуще драматических событий, которые они едва в состоянии переварить. Во время съёмок он наставлял Мартина Шина: «Представь себе, что у тебя в руке не пистолет, а волшебная палочка», а перед премьерой объяснял журналистам: Кит «настолько безразличен к окружающему, что пистолет, которым он убивает людей, для него то же самое, что волшебная палочка, устраняющая докучные помехи».

## Звуковая составляющая
Через весь фильм Малик пропустил две мелодии за авторством Карла Орфа (Gassenhauer) и Эрика Сати. В кульминационной сцене герои танцуют под старый шлягер Нэта Кинга Коула. «Пустоши» открывают собой вереницу фильмов Малика, в которых события сопровождаются закадровым комментарием одного из персонажей, достоверность которого подчас вызывает сомнения. Для восприятия фильма важен контрапункт между тем, что мы видим, и тем, что мы слышим. Цветистый закадровый рассказ Холли — очевидная попытка «выжать нечто захватывающее из убогой и пресной жизни». По словам Малика, в своём рассказе Холли умалчивает о многом. Она не совсем понимает ожидания публики — что интересует её слушателей, во что они готовы поверить. Иногда несоответствие между её словами и тем, что показано на экране, производит почти комический эффект. Вместе с тем режиссёр дистанцируется от критиков, которые считают, что суждения Холли отражают её душевную или интеллектуальную незрелость:

Когда простые люди пытаются выразить то, что для них наиболее важно, они часто произносят избитые фразы. Но это не повод для осмеяния. Как будто пытаясь выразить то, что у них есть самого сокровенного, они выдают нечто самое общее.— Терренс Малик

## Мнения и оценки
- Кинокритик Джонатан Розенбаум в 1974 году назвал фильм «откровением… одним из лучших примеров американского повествовательного кино с того времени, когда дебютировал Орсон Уэллс: визуальная композиция, игра актёров и строки диалога плотно пригнаны друг к другу с предельной экономией и безошибочной точностью»[16].
- Антон Долин: «Пустоши — это внутренние пространства Холли и Кита, не обладающих собственными личностями, а потому заимствующих их из известных источников: Кит одевается и причесывается, как Джеймс Дин, и мечтал бы написать и спеть международный хит — как его кумир Нэт Кинг Коул. Холли, подобно любой школьнице, руководствуется поведенческими клише, позаимствованными из фильмов или журналов. Но внутри у них — сосущая пустота, вакуум»[17].
- Михаил Брашинский: «С первых же кадров фильм погружается, как под воду, в некие чары и весь остаток пути проводит как зачарованный. Это магия пустоты, а точнее — магия смерти, делающая недоделанных Бонни и Клайда героями чуть ли не античной трагедии. Предчувствие смерти, не чьей-нибудь, а вообще, придает сомнамбулическим ритмам фильма высокое напряжение»[18].
- Михаил Трофименков: «Главное в „Пустошах“ — образ Америки, величественной, прекрасной, беспощадной, аморальной природы. Дети-убийцы — такая же часть этой стихии, как и порывы ветра, резвящиеся в лесу звери, шоссе в никуда и колосящиеся нивы. „Пустоши“ — такой же оригинальный, самобытный, мощный феномен американской почвенной культуры, как проза Уильяма Фолкнера или живопись „регионалистов“ 1930-х годов»[19].
- Сергей Бодров-старший: «В ту пору его [Малика] две картины — «Пустоши» и «Дни жатвы» — я просто знал наизусть. Я до сих пор считаю эти две ленты учебниками и часто их пересматриваю»[20].
- Серийный убийца Зодиак — убийца высказывал неодобрение по поводу демонстрации этого фильма и просил редакцию прекратить размещение рекламы этой кинокартины на страницах газеты. По мнению Зодиака, указанный фильм представляет собой «восхваление убийства».